# Chrysidini
Tribu
Les Chrysidini sont une tribu d'insectes hyménoptères de la famille des Chrysididae.

## Taxinomie
La tribu Chrysidini regroupe les genres suivants :
- Allochrysis Semenov
- Argochrysis Kimsey
- Brugmoia Radoszkowski, 1877
- Caenochrysis Kimsey et Bohart, 1990
- Ceratochrysis Cooper
- Chrysidea Bischoff, 1913
- Chrysis Linnaeus, 1758
- Chrysura Dahlbom, 1845
- Chrysurissa Bohart
- Exochrysis Bohart, 1966
- Gaullea Buysson, 1910
- Ipsiura Linsenmaier, 1959
- Neochrysis Linsenmaier, 1959
- Odontochrydium Brauns
- Pentachrysis Lichtenstein, 1876
- Pleurochrysis Bohart, 1966
- Praestochrysis Linsenmaier, 1959
- Primeuchroeus Linsenmaier
- Pseudospinolia Linsenmaier, 1951
- Spinolia Dahlbom, 1854
- Spintharina Semenov, 1892
- Spintharosoma Zimmermann
- Stilbichrysis Bischoff
- Stilbum Spinola, 1806
- Trichrysis Lichtenstein, 1876